# Arkadiusz Olczyk
Arkadiusz Olczyk (ur. 13 lipca 1966 w Kodrębie, zm. 1 października 2018 w Zapolicach) – polski duchowny katolicki, kapłan archidiecezji częstochowskiej, teolog, doktor habilitowany teologii moralnej, nauczyciel akademicki.

## Życiorys
Urodził się 13 lipca 1966 r. w Kodrębie. Mieszkał w Zapolicach, obecnie woj. łódzkie, powiat radomszczański. Jest absolwentem Liceum Ogólnokształcącego nr 1 im. A. Zawadzkiego w Radomsku (matura w 1985 r.). Studia filozoficzno-teologiczne odbył w Częstochowskim Wyższym Seminarium Duchownym w Krakowie i zakończył w 1991 uzyskaniem tytułu magistra teologii na podstawie pracy magisterskiej pt. Celibat kapłański w świetle nauczania Kościoła i teologów po Soborze Watykańskim II. Aspekt teologicznomoralny. W latach 1991–1993 pracował duszpastersko w parafii p.w. Matki Bożej Pocieszenia w Wieluniu. Studia specjalistyczne z teologii moralnej odbył na KUL w latach 1993–1997. W dniu 7 października 1997 uzyskał stopień doktora teologii moralnej na podstawie dysertacji pt. Personalistyczny wymiar etosu pracy w nauczaniu Jana Pawła II, napisanej pod kierunkiem ks. prof. dr. hab. Seweryna Rosika. Habilitację uzyskał w zakresie teologii moralnej na Papieskim Wydziale Teologicznym we Wrocławiu 16 czerwca 2014 na podstawie dorobku jednotematycznych publikacji: Personalistyczna wizja człowieka wobec współczesnych wyzwań społeczno-moralnych.
Wykładał teologię moralną w Wyższym Seminarium Duchownym Archidiecezji Częstochowskiej, Wyższym Seminarium Duchownym Diecezji Sosnowieckiej, Wyższym Instytucie Teologicznym im. NMP Stolicy Mądrości w Częstochowie, Studium Życia Rodzinnego w Częstochowie (bioetyka), Studium Duchowości Chrześcijańskiej w Częstochowie (duchowość rodziny i laikatu), na Sekcji Licencjackiej Eklezjologiczno-Mariologicznej UPJPII, na Sekcji Doktoranckiej UPJPII w Częstochowie oraz na Sekcji Doktoranckiej UPJPII w Krakowie.
Był członkiem Komisji Bioetycznej przy Okręgowej Izbie Lekarskiej w Częstochowie (od 2004), Dyrektorem Biblioteki WSD i WIT (od 2007), Cenzorem Książek i Pism Religijnych (od 2012), członkiem Komisji ds. Formacji Kapłańskiej w Archidiecezji Częstochowskiej (od 2013), członkiem Stowarzyszenia Polskich Teologów Moralistów oraz Polskiego Towarzystwa Teologicznego, Oddział w Częstochowie.
Autor 13 książek oraz ponad 300 artykułów naukowych i popularyzatorskich.
Zmarł 1 października 2018 w Zapolicach. Został pochowany 4 października 2018 na cmentarzu w Kodrębie.

## Ważniejsze publikacje
- Etos ludzkiej pracy. Refleksje nad nauczaniem Jana Pawła II, Częstochowa 2004.
- Nadzieja dla biednych dusz. Niezwykła historia objawień w Heede – "Lourdes Północy", Częstochowa 2010, ISBN 978-83-7256-941-7.
- Hoffnung für die Armen Seelen. Die Mutter Gottes von Heede, Miriam-Verlag, Jestetten 2011, ISBN 978-3-87449-374-1.
- (jako współautor): Vielfältige Aspekte des Glaubens, Miriam-Verlag, Jestetten 2014, ISBN 978-3-87449-401-4.
- Moralność seksu w przestrzeni życia osobistego, małżeńskiego i rodzinnego, Częstochowa 2016, ISBN 978-83-65209-24-5.
- Czy dzieci nienarodzone idą do nieba? Pomoc dla rodziców po stracie, Częstochowa 2016, ISBN 978-83-7797-629-6.
- (red.) Lekarz człowiekiem sumienia, Częstochowa 2016, ISBN 978-83-65209-30-6.
- Stygmatyczka i mistyczka Greta Ganseforth (1926-1996), Częstochowa 2017, ISBN 978-83-65209-57-3.